# Aleksandra Wasilkowska
Aleksandra Wasilkowska (ur. 4 października 1978 w Warszawie) – polska architektka, artystka i scenografka, prowadzi autorską pracownię architektoniczną specjalizującą się w projektach targowisk, szkół, galerii sztuki, domów kultury, parków, wystaw, instalacji i scenografii teatralnych, a także projektach urbanistycznych i strategiach miejskich.  

## Życiorys
Absolwentka Wydziału Architektury Politechniki Warszawskiej i Ecole d’Architecture de Bretagne. 
W 2010 reprezentowała Polskę na XII Międzynarodowym Biennale Architektury w Wenecji (wraz z artystką Agnieszką Kurant). Należy do Mazowieckiej Izby Architektów RP (uprawnienia budowlane nr W/25/2015 do projektowania bez ograniczeń) oraz Oddziału Warszawskiego Stowarzyszenia Architektów Polskich, którego była wiceprezeską w kadencji 2012–2015.
Jest autorką książek m.in. City is the City. Aporia, Warszawa jako struktura emergentna, Emergency Exit oraz serii kilku tomów pt. Architektura Cienia, publikacji związanych z przestrzenią funkcjonującą na marginesie uwagi taką jak bazary, handel uliczny, szalety miejskie, wysypiska śmieci, cmentarze. Publikacje, eksperymenty i badania dotyczące samoorganizacji w przestrzeni publicznej, a także związku architektury i sztuki mają wpływ na projektowane przez nią obiekty.
Projektowane przez nią scenografie i instalacje znajdują się w kolekcjach publicznych i prywatnych m.in. Czarna Wyspa w kolekcji Narodowej Galerii Zachęta w Warszawie. Jej prace były wystawiane min w Guggenheim Museum w Nowym Jorku, Seoul Art Center w Korei, Public Art Munich w Niemczech, Muzeum Sztuki Nowoczesnej i Centrum Sztuki Współczesnej w Warszawie.
Od początku swojej praktyki architektonicznej i publicystycznej Wasilkowska koncentruje się na najważniejszych społecznie aspektach architektury: inkluzywności, demokratyzacji przestrzeni, dostępności. Jej najważniejsze projekty to rewitalizacja Targowiska Bakalarska w Warszawie, na którym handlują kupcy ponad 25 narodowości, a także projekty licznych bazarów m.in. Bazar Ptasia we Wrocławiu, Bazar Różyckiego wraz z kwartałem zabudowy mieszkaniowej na warszawskiej Pradze-Północ, targowisko Babski Rynek w Białej Podlaskiej oraz Targ Błonie w Błoniu.

## Nagrody
- Nominacja do nagrody Miesa Van Der Rohe za projekt Targu Błonie (2024)
- Nagroda dziennika Rzeczpospolita Real Estate Impactor za projekt Rewitalizacja Hali Targowej w Rzeszowie (2025)
- Doroczna Nagroda Ministra Kultury i Dziedzictwa Narodowego (2024)[15]
- Grand Prix konkursu Nagroda Architektoniczna „Polityki” za Targ Błonie (2023)[16]
- Nagroda Architektoniczna Prezydenta m.st. Warszawy VIII edycji w kategorii Najlepsza rewitalizacja 2021 za Targowisko Bakalarska – Asian Town (2022)[17]
- Nagroda za najlepszą scenografię na Festiwalu Boska Komedia (2011, 2014)
- Nagroda za najlepszą scenografię na Festiwalu Scena w Budowie (2018)